# Saint-Estèphe (Żyronda)
Saint-Estèphe – miejscowość i gmina we Francji, w regionie Nowa Akwitania, w departamencie Żyronda.

## Demografia
Według danych na rok 2020 gminę zamieszkiwało 1641 osób, a gęstość zaludnienia wynosiła 69,3 osób/km².